# Chris Basham
Chris Basham (ur. 20 lipca 1988 w Hebburn) – angielski piłkarz grający na pozycji pomocnika.

## Kariera
Do Boltonu przyszedł 1 lipca 2006 roku z Newcastle United. Młody zawodnik nie mógł wywalczyć miejsca w podstawowym składzie, dlatego przez pierwsze dwa lata grał na wypożyczeniu w Stafford Rangers i Rochdale. W sezonie 2008/2009 został włączony do kadry Boltonu. W Premier League zadebiutował 29 listopada 2008 roku w wygranym meczu przeciwko Sunderlandowi. 11 kwietnia w spotkaniu z Chelsea (przegranym 4:3) Basham zdobył swoją pierwszą bramkę w Boltonie. Ogółem w sezonie 2008/2009 zagrał 11 razy.
13 sierpnia 2010 podpisał kontrakt z Blackpool.